# Żelazów (gromada)
Żelazów – dawna gromada, czyli najmniejsza jednostka podziału terytorialnego Polskiej Rzeczypospolitej Ludowej w latach 1954–1972.
Gromady, z gromadzkimi radami narodowymi (GRN) jako organami władzy najniższego stopnia na wsi, funkcjonowały od reformy reorganizującej administrację wiejską przeprowadzonej jesienią 1954 do momentu ich zniesienia z dniem 1 stycznia 1973, tym samym wypierając organizację gminną w latach 1954–1972.
Gromadę Żelazów z siedzibą GRN w Żelazowie utworzono – jako jedną z 8759 gromad – w powiecie węgrowskim w woj. warszawskim, na mocy uchwały nr VI/10/22/54 WRN w Warszawie z dnia 5 października 1954. W skład jednostki weszły obszary dotychczasowych gromad Chmielew, Kruszew, Rąbież, Żelazów, Zawady i Zalesie ze zniesionej gminy Korytnica oraz obszary dotychczasowych gromad Połazie i Wypychy ze zniesionej gminy Borze w tymże powiecie. Dla gromady ustalono 12 członków gromadzkiej rady narodowej.
31 grudnia 1959 do gromady Żelazów przyłączono wieś Popielów ze znoszonej gromady Turna w tymże powiecie.
31 grudnia 1961 gromadę zniesiono, włączając jej obszar do gromad: Liw (wsie Połazie Liwskie, Popielów, Rąbież i Zawady), Roguszyn (wieś Wypychy) i Korytnica (wsie Chmielew, Kruszew, Zalesie i Żelazów) w tymże powiecie.